# Petar Ćirković
Petar Ćirković (in serbo Петар Ћирковић?; Kuršumlija, 19 novembre 1999) è un calciatore serbo, difensore svincolato.

## Caratteristiche tecniche
È un terzino sinistro.

## Carriera
Cresciuto nel settore giovanile del Radnički Niš, il 14 febbraio firma il suo primo contratto professionistico e quattro giorni dopo debutta in prima squadra in occasione dell'incontro di Superliga vinto 4-0 contro il Bačka B. Palanka; nell'agosto 2018 viene ceduto in prestito al Radnički Pirot dove gioca per una stagione e mezza fra terza e seconda divisione.

## Statistiche
Statistiche aggiornate al 17 febbraio 2021.

### Presenze e reti nei club
| Stagione        | Squadra         | Campionato      | Campionato | Campionato | Coppe nazionali | Coppe nazionali | Coppe nazionali | Coppe continentali | Coppe continentali | Coppe continentali | Altre coppe | Altre coppe | Altre coppe | Totale | Totale | Totale |
| Stagione        | Squadra         | Comp            | Pres       | Reti       | Comp            | Pres            | Reti            | Comp               | Pres               | Reti               | Comp        | Pres        | Reti        | Pres   | Reti   |        |
| --------------- | --------------- | --------------- | ---------- | ---------- | --------------- | --------------- | --------------- | ------------------ | ------------------ | ------------------ | ----------- | ----------- | ----------- | ------ | ------ | ------ |
| 2017-2018       | Radnički Niš    | SL              | 2          | 0          | CS              | 0               | 0               |                    | -                  | -                  |             | -           | -           | 2      | 0      |        |
| ago. 2018       | Radnički Niš    | SL              | 1          | 0          | CS              | 0               | 0               |                    | -                  | -                  |             | -           | -           | 1      | 0      |        |
| 2018-2019       | Radnički Pirot  | 3L              | 27         | 4          | CS              | 1               | 0               |                    | -                  | -                  |             | -           | -           | 28     | 4      |        |
| 2019-gen. 2020  | Radnički Pirot  | 2L              | 10         | 0          | CS              | 0               | 0               |                    | -                  | -                  |             | -           | -           | 10     | 0      |        |
| gen.-giu. 2020  | Radnički Niš    | SL              | 2          | 0          | CS              | 0               | 0               |                    | -                  | -                  |             | -           | -           | 2      | 0      |        |
| 2020-2021       | Radnički Niš    | SL              | 20         | 0          | CS              | 1               | 0               |                    | -                  | -                  |             | -           | -           | 21     | 0      |        |
| Totale carriera | Totale carriera | Totale carriera | 62         | 4          |                 | 2               | 0               |                    | -                  | -                  |             | -           | -           | 64     | 4      |        |